# سفپیروم
سفپیروم(به انگلیسی: Cefpirome) آنتی‌بیوتیک سفالوسپورینی نسل چهارم است. نام‌های تجاری آن شامل Cefrom , Keiten , Broact و Cefir است. سفپیروم در برابر باکتری‌های گرم منفی از جمله سودوموناس آئروژینوزا و باکتریهای گرم مثبت بسیار فعال به حساب می‌آید. 